# Lendorf im Drautal
Lendorf im Drautal is een gemeente in de Oostenrijkse deelstaat Karinthië, gelegen in het district Spittal an der Drau. De gemeente heeft ongeveer 1800 inwoners.

## Geografie
Lendorf im Drautal heeft een oppervlakte van 34,3 km². Het ligt in het zuiden van het land.
Bad Kleinkirchheim · Baldramsdorf · Berg im Drautal · Dellach im Drautal · Flattach · Gmünd in Kärnten · Greifenburg · Großkirchheim · Heiligenblut am Großglockner · Irschen · Kleblach-Lind · Krems in Kärnten · Lendorf im Drautal · Lurnfeld · Mallnitz · Malta in Kärnten · Millstatt am See · Mörtschach · Mühldorf · Oberdrauburg · Obervellach · Radenthein · Rangersdorf · Reißeck · Rennweg am Katschberg · Sachsenburg · Seeboden am Millstätter See · Spittal an der Drau (stad) · Stall · Steinfeld · Trebesing · Weissensee · Winklern